# St. Fidelis (Berlin)

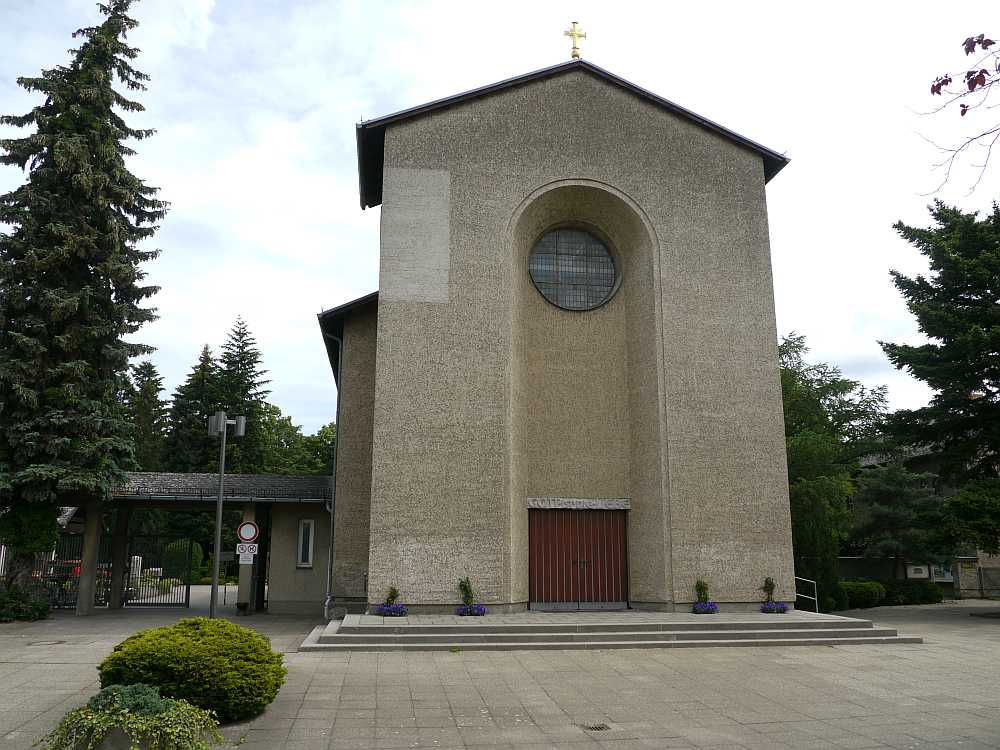
St.-Fidelis-Kirche am Eingang des Sankt-Matthias-Friedhofs

St. Fidelis ist eine römisch-katholische Friedhofskirche im Berliner Ortsteil Tempelhof des Bezirks Tempelhof-Schöneberg. Sie befindet sich auf dem Friedhof der St.-Matthias-Gemeinde.

## Geschichte

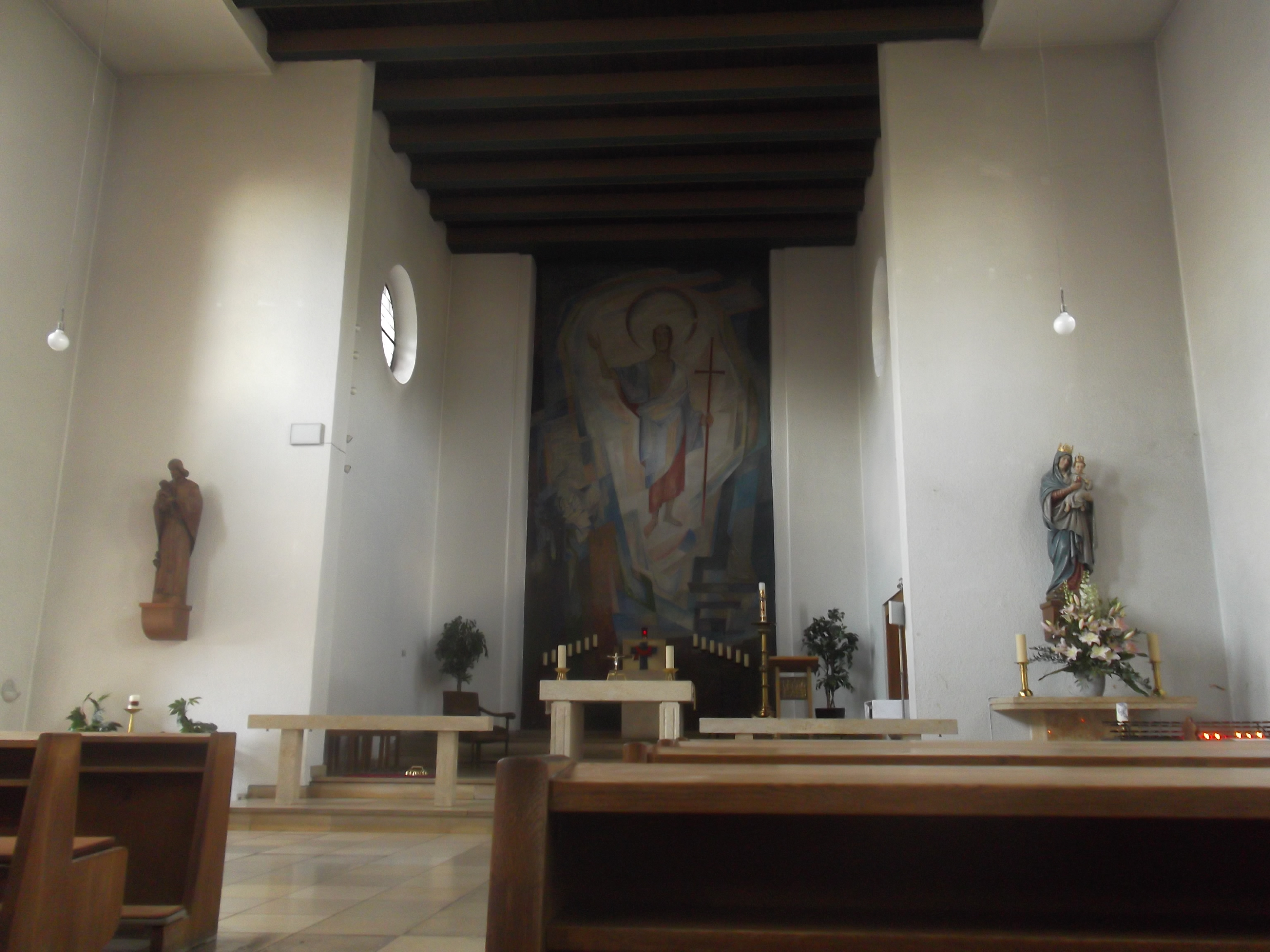
Blick zum Altar

Die Kirche wurde in den Jahren 1926–1927 auf Veranlassung des Pfarrers von St. Matthias, Clemens August Graf von Galen, auf dem Friedhof errichtet. Nach ihrer Zerstörung durch zwei Bombenangriffe im März und August 1943 wurde sie 1951 in veränderter Form wiedererrichtet.
Heute ist die Koreanische Mission des Erzbistums Berlin in der St. Fidelis-Kirche beheimatet.

## Orgel

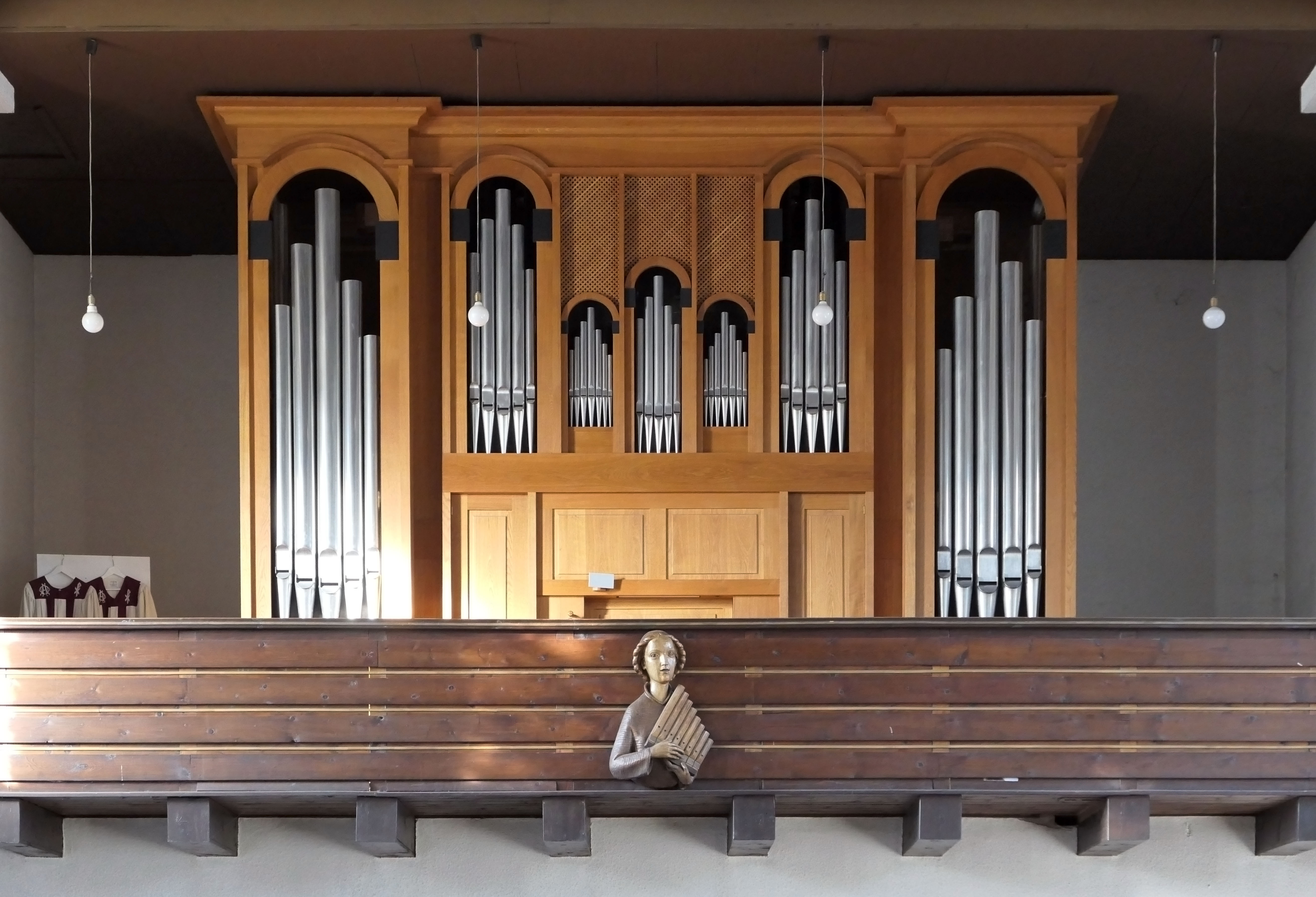
Späth-Orgel auf der Empore der Kirche

Die Orgel wurde 2002 durch die Orgelbauwerkstatt Hartwig und Tilmann Späth unter Verwendung einiger Register der Vorgängerorgel errichtet. Sie ersetzte das Vorgängerinstrument, das von der Firma Sauer 1946 in der St.-Matthias-Kirche gebaut wurde und 1958 transferiert wurde.
| I Hauptwerk C–c4 |                |         |
| 01.              | Prinzipal      | 08′     |
| 02.              | Rohrflöte      | 08′     |
| 03.              | Viola di Gamba | 08′     |
| 04.              | Oktave         | 04′     |
| 05.              | Spitzflöte     | 04′     |
| 06.              | Nazard         | 02 ⁄3′  |
| 07.              | Waldflöte      | 02′     |
| 08.              | Terz           | 01 3⁄5′ |
| 09.              | Mixtur III–IV  | 01 ⁄3′  |
| 10.              | Holzregal      | 08′     |
|                  | Tremulant      |         |

| II Schwellwerk C–c4 |                 |        |
| 11.                 | Bourdon         | 16′    |
| 12.                 | Holzprinzipal   | 08′    |
| 13.                 | Salcional       | 08′    |
| 14.                 | Voix celeste    | 08′    |
| 15.                 | Flauto amabile  | 04′    |
| 16.                 | Rauschpfeife II | 02 ⁄3′ |
| 17.                 | Englisch Horn   | 16′    |
| 18.                 | Oboe            | 08′    |
|                     | Tremulant       |        |

| Pedal C–f1 |                      |        |
| 19.        | Subbass (Nr. 11)     | 16′    |
| 20.        | Offenbass (Nr. 12)   | 08′    |
| 21.        | Salicetbass (Nr. 13) | 08′    |
| 22.        | Flauto amabile       | 04′    |
| 23.        | Rauschpfeife II      | 02 ⁄3′ |
| 24.        | Englisch Horn        | 16′    |
| 25.        | Oboe                 | 08′    |

- Koppeln:
  - Normalkoppeln: II/I, I/P, II/P
  - Superoktavkoppeln: II/I, II/P
- Spielhilfen: Kollektivtritt Choralforte (an, ab)
- Schleif-Windlade.
- Traktur:
  - Mechanische Tontraktur.
  - Mechanische Registertraktur.